# Emmanuel Stockbroekx
Emmanuel Stockbroekx, né le 23 décembre 1993, est un joueur de hockey sur gazon international belge évoluant au poste de défenseur au club belge de l'Orée THB.

## Palmarès
- Vainqueur du Championnat d'Europe 2019
- Vainqueur de la Coupe du monde de hockey sur gazon 2018
- 2e aux Jeux olympiques d'été de 2016